# Karwinskia bicolor
Karwinskia bicolor är en brakvedsväxtart som beskrevs av Ignatz Urban. Karwinskia bicolor ingår i släktet Karwinskia och familjen brakvedsväxter. Inga underarter finns listade i Catalogue of Life.